# Anna Briand Hestehauge
Anna Briand Hestehauge (født 12. december 1999 i Odense, Danmark) er en dansk internetpersonlighed. Tilsammen har hun over 540.000 følgere på sine sociale medier, som er henholdsvis: Instagram, YouTube og TikTok. Hun har 178.000 abonnenter på YouTube pr. november 2024.
I 2018 vandt hun prisen som "Årets Beauty Blogger" Til Teenage Awards og samme år var hun nomineret til Guldtuben i både "Årets Beauty & Fashion" og "Årets YouTuber". 
Hun har desuden skrevet guidebogen Efterskole, der blev udgivet af People's Press i 2016.